# Egretta vinaceigula
La garzetta ardesia (Egretta vinaceigula (Sharpe, 1895)) è un uccello della famiglia degli Ardeidi diffuso in Africa australe.

## Distribuzione e habitat
Egretta vinaceigula è presente con colonie nidificanti non molto numerose in Zambia, Botswana settentrionale e Namibia settentrionale. La si può incontrare anche in Katanga (Repubblica Democratica del Congo), in Zimbabwe e occasionalmente in Sudafrica. Potrebbe inoltre essere presente anche in Mozambico, Angola e Malawi.

## Conservazione
La IUCN Red List classifica Egretta vinaceigula come specie vunerabile.